# Бёрнс, Полин

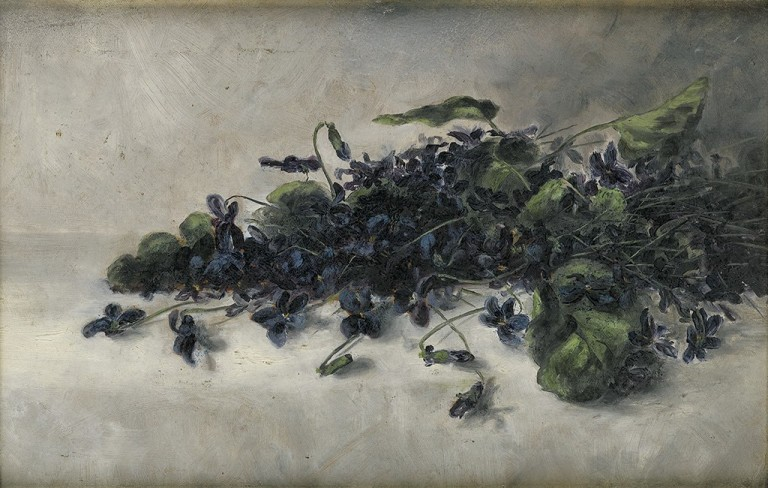
Картина Полин Бёрнс Violets

Полин Бёрнс (англ. Pauline Burns, полное имя Pauline Powell Burns; 1872—1912) — американская художница, также музыкант (пианистка).
Стала первой афроамериканской художницей, выставившей свои произведения в Калифорнии в 1890 году.

## Биография
Родилась в 1872 году в Окленде, штат Калифорния в семье Уильяма Пауэлла (William W. Powell) и его жены Джозефины Тёрнер (Josephine Turner). Её прадедом был кузнец Джозеф Фоссетт (Joseph Fossett) — один из рабов Томаса Джефферсона, который был освобожден по его решению в 1826 году.
Уже в раннем возрасте Полин проявила музыкальный и художественный талант, изучала игру на фортепиано и живопись. Предположительно, в живописи она была самоучкой. Она давала публичные фортепианные концерты на местном уровне, но, по крайней мере, однажды пела в квартете в Лос-Анджелесе. Один из писателей области залива Сан-Франциско назвал её «яркой музыкальной звездой своего штата» («The bright musical star of her state»).
Полагают, что Полин Бёрнс была первой афроамериканской художницей, выставлявшейся где-либо в Калифорнии. Вероятно, она начала показывать свои картины в возрасте 14 лет, а её первая известная публичная выставка была на Mechanics' Institute Fair в Сан-Франциско в 1890 году. Хотя её картины на выставке признание, но больше Полин была известна как пианистка и внесена в историю афроамериканцев в Калифорнии исключительно как преподаватель игры на фортепиано.
Работы художницы немногочисленны, отчасти из-за того, что она умерла в молодом возрасте от туберкулеза. Известно, что она писала пейзажи и натюрморты; некоторые её произведения сохранились.
11 октября 1893 года вышла замуж за Эдварда Бёрнса; детей у них не было.
Умерла в 1912 году в Окленде. В 1925 году Оклендское отделение организации California Native Daughters было названо в честь Полин Бёрнс.